# Unicorn (album)
Pour les articles homonymes, voir Unicorn.
Albums de Tyrannosaurus Rex
Prophets, Seers & Sages: The Angels of the Ages
(1968) A Beard of Stars
(1970)
Unicorn est le troisième album du groupe de rock Tyrannosaurus Rex, sorti en 1969.
Les relations entre Marc Bolan et Steve Peregrin Took sont à l'époque de plus en plus conflictuelles, et Took est finalement renvoyé du groupe après la sortie d'Unicorn. Il est remplacé par Mickey Finn.

## Titres
Tous les morceaux sont de Marc Bolan.

### Face 1
1. Chariots of Silk – 2:26
2. 'Pon a Hill – 1:14
3. The Seal of Seasons – 1:49
4. The Throat of Winter – 1:59
5. Catblack (The Wizard's Hat) – 2:55
6. Stones for Avalon – 1:37
7. She Was Born to Be My Unicorn – 2:37
8. Like a White Star, Tangled and Far, Tulip That's What You Are – 3:49

### Face 2
1. Warlord of the Royal Crocodiles – 2:11
2. Evenings of Damask – 2:26
3. The Sea Beasts – 2:26
4. Iscariot – 2:53
5. Nijinsky Hind – 2:20
6. The Pilgrim's Tale – 2:07
7. The Misty Coast of Albany – 1:43
8. Romany Soup – 5:40

## Musiciens
- Marc Bolan : guitare, chant
- Steve Peregrin Took : basse, batterie, percussions, piano, chant
- Tony Visconti : piano
- John Peel : voix